# 2276 Warck
2276 Warck è un asteroide della fascia principale. Scoperto nel 1933, presenta un'orbita caratterizzata da un semiasse maggiore pari a 2,3747751 UA e da un'eccentricità di 0,1704561, inclinata di 2,46100° rispetto all'eclittica.